# Малі артилерійські кораблі проєкту 21630
Малі артилерійські кораблі проєкту 21630 (шифр «Буян», кодове позначення НАТО — Buyan class corvette) — російські малі артилерійські кораблі (МАК) типу «річка-море», призначена для посилення надводних сил Каспійської флотилії в ближній морській зоні і в річкових ділянках.

## Історія проєктування
Проєкт річкового корабля нового покоління, що отримав номер 21630 та шифр «Буян», був розроблений підприємством «Зеленодольское ПКБ» під керівництвом головного конструктора Я. Е. Кушніра, науково-технічний супровід проєктування та будівництва корабля ВМФ здійснював Науково-дослідний інститут кораблебудування та озброєння ВМФ. Цей корабель був спроєктований Зеленодольским проєктно-конструкторським бюро з урахуванням особливостей Каспійського моря та дельти Волги, при цьому основними вимогами були висока морехідність і можливість проходження корабля на незначних глибинах північної частини Каспійського моря і дельти річки Волги. Серед вимог тактико-технічного завдання була задана дальність плавання, щоб корабель був здатний здійснювати переходи по всій протяжності Волги і Каспію.

## Історія будівництва

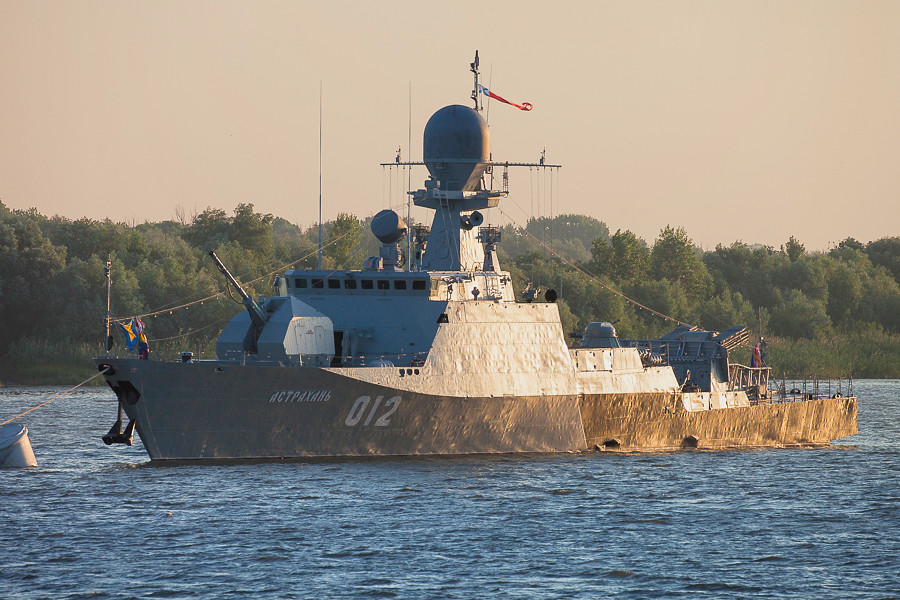
Корвет «Астрахань» в Астрахані, 2009 рік

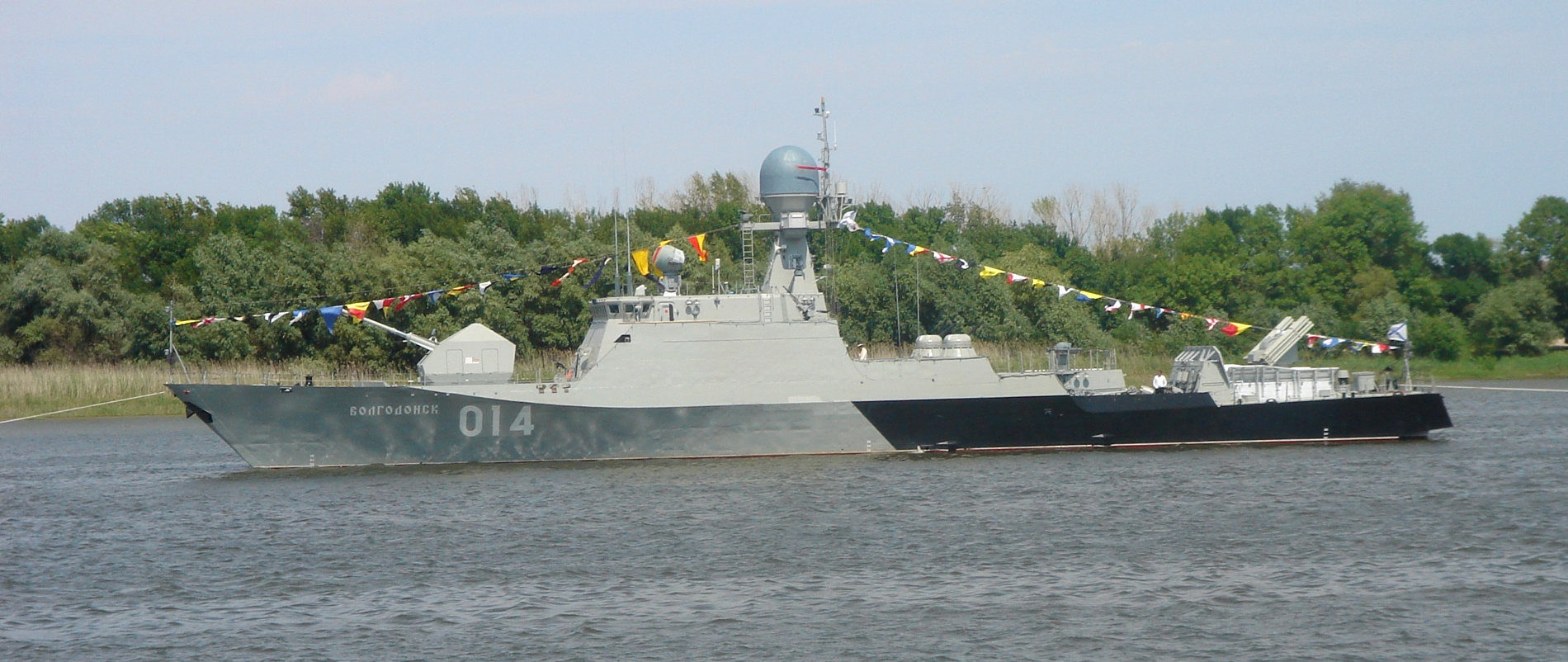
Корвет «Волгодонськ» на параді в Астрахані, 2012 рік

Головний корабель проєкту 21630 був закладений 30 січня 2004 року в Санкт-Петербурзі на судноверфі ВАТ «Алмаз» під назвою «Астрахань». Він озброєний однією 100мм артилерійською установкою А190-1, двома 30мм артустановками АК-306, двома кулеметними установками МПТУ калібру 14,5 мм, однією пусковою установкою зенітних ракет «Гібка» і однією пусковою установкою «Град-М». Корабель, спущений на воду 7 жовтня 2005 року і пройшов всебічні випробування,за підсумками яких установка «Гібка» прийнята на озброєння. Вступив у стрій 1 вересня 2006 року.
25 лютого 2005 року закладено другий корабель проєкту «Волгодонськ» (раніше — «Каспійськ»), який спущений на воду 6 травня, а вступив у стрій 20 грудня 2011 року. У липні 2012 року «Волгодонськ» включений до складу Каспійської флотилії.

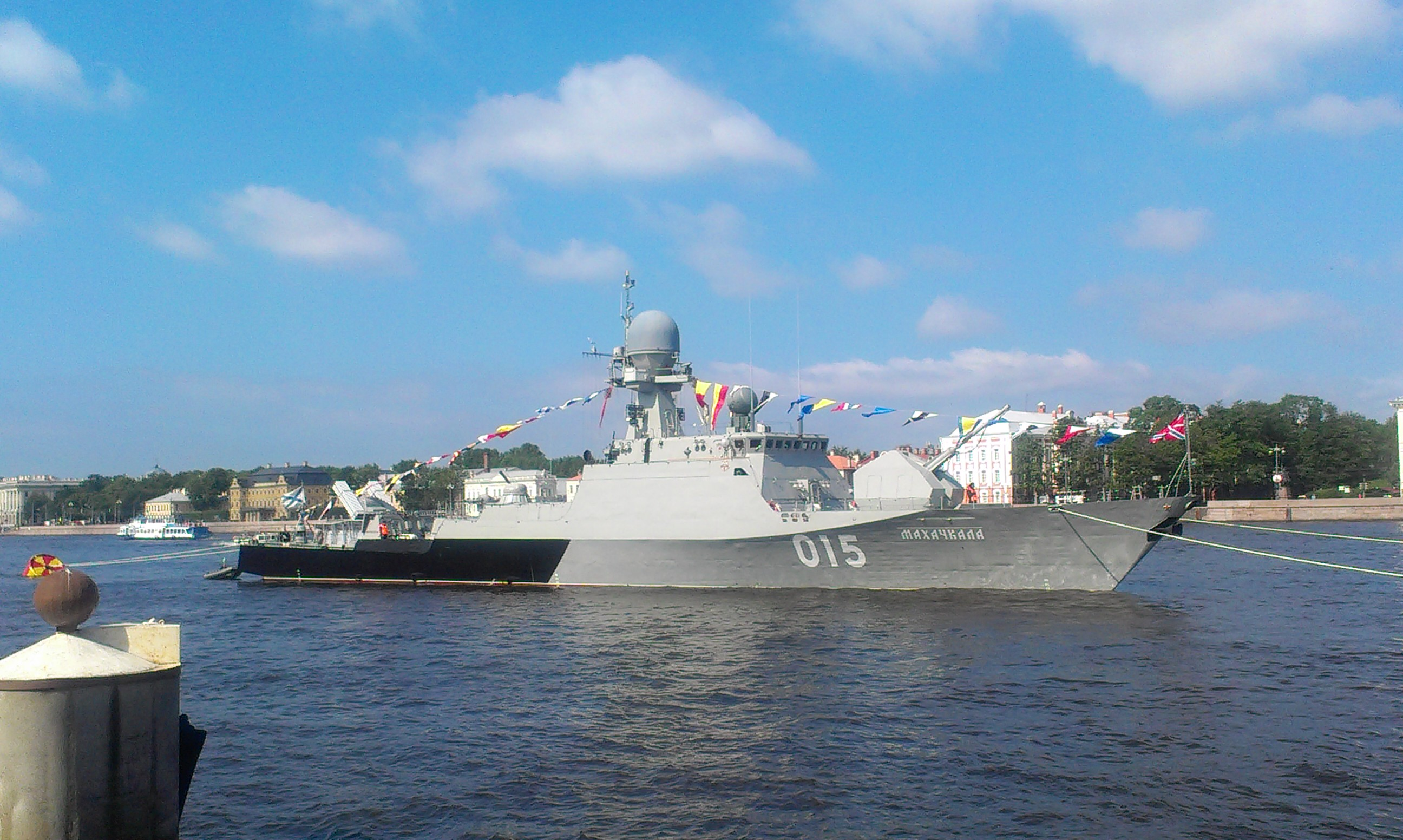
Корвет «Махачкала» в акваторії Неви в Санкт-Петербурзі, 2013 рік

24 березня 2006 року був закладений третій корабель під назвою «Махачкала»; спущений на воду 27 квітня, а вступив у стрій 2012 року.

## Модифікації
21631 «Буян-М» — Малий ракетний корабель на базі проєкту 21630 типу «Буян» з водотоннажністю 949 т. Озброєний вертикальної пусковою установкою комплексу 3Р-14УКСК на 8 ракет «Калібр» або «Онікс», 100 мм артилерійською установкою А-190-01 «Універсал», 30 мм артилерійською установкою АК-630М-2 «Дует», двома пусковими установками комплексу «Гібка» двома 14,5 мм кулеметними установками МТПУ і трьома 7,62-мм кулеметами. Поява цих кораблів, озброєних крилатими ракетами, які мали значно вищу бойову цінність, ніж попередники, імовірно спонукала до припинення їх подальшого будівництва.
21632 «Торнадо» — експортна версія проєкту 21630 типу «Буян». Основна відмінність проєкту від 21630 — наявність на ньому озброєння в експортному виконанні, а також наявність можливості заміни систем озброєння в залежності від конкретних вимог замовника.

## Бойове застосування

### Російсько-українська війна
17 червня 2022 року у відкритому доступі з'явились фото, зроблені того тижня на берегах ріки Волга на території РФ. На цих фото зображено процес буксирування явно пошкодженого ракетного корвета ВМФ РФ проекту 21631 «Буян-М». Корабель тягнули два дні, тактичний номер та назва корабля були зафарбовані.
Судячи по фото, корпус цього корвета посічено уламками від близького розриву бомби чи ракети, помітно невеликі пробоїни в обшивці. Видимі пошкодження також помітні на носовій артустановці А-190 калібру 100 мм. Також з обох щогл прибрано антени радіолокаційних станцій.
Назва корабля та бортовий номер зафарбовані, але, швидше за все, це ракетний корабель з іменем «Великий Устюг», який мав бортовий номер 651.
Бойовий корабель належить до Каспійської флотилії ВМФ РФ. Перед повномасштабним вторгнення його перевели до Чорного моря, де він брав участь у агресії проти України.
Ймовірно його транспортують на завод виробник для ремонту після отриманих пошкоджень.